# Девиль, Селин
Селин Надин Сабин Девиль (фр. Céline Nadine Sabine Deville; род. 24 января 1982, Берк) — французская футболистка, вратарь, выступала за сборную Франции.

## Карьера

### Клубная
Уроженка города Берк на севере Франции, Селин начинала свою карьеру в команде «Альбервилль», в 2000 году перешла в ПСЖ. В 2002 году состоялся её дебют в команде Первого дивизиона «Монпелье». Она провела там девять лет, дважды выиграла чемпионат Франции (2004 и 2005), дважды выиграла Кубок Вызова (2006 и 2007). В 2011 году перешла в лионский «Олимпик», но не смогла вытеснить из состава опытную Сару Буадди и по окончании сезона 2011/2012 вернулась в «Монпелье».

### В сборной
В сборной дебютировала 9 марта 2002 года в матче против сборной Австралии. По состоянию на 4 июля 2012 года сыграла 54 встречи, из них три в рамках чемпионата мира и одну в рамках чемпионата Европы, две квалификационные игры к чемпионату мира и 11 квалификационных к чемпионату Европы, остальные 37 — товарищеские матчи.

## Достижения

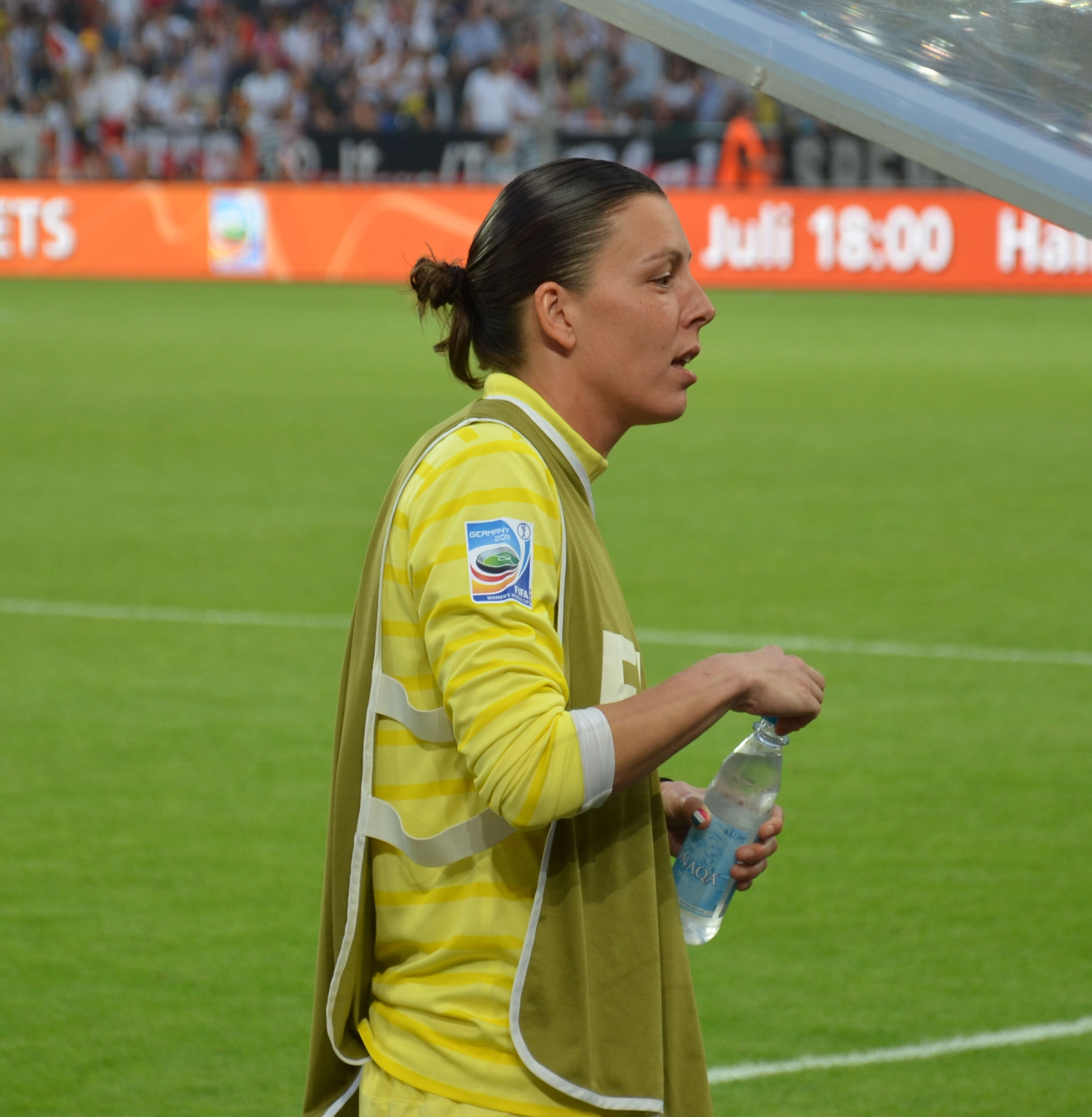
Селин Девиль на чемпионате мира 2011 года в матче против Германии

### Клубные
- Чемпионка Франции (2004 и 2005)
- Обладательница Кубка Франции (2012)
- Победительница Лиги чемпионов УЕФА (2012)
- Обладательница Кубка Вызова Франции (2006 и 2007)

### В сборной
- 4-е место на чемпионате мира 2011 года
- Обладательница Кубка Кипра 2012 года
- 4-е место на Олимпийских играх 2012 года